# Nicholas Spanos
Nicholas P. Spanos, né en 1942 et mort le 6 juin 1994, est un psychologue américain connu pour ses travaux sur l'hypnose.

## Biographie
Il naquit à Boston. Il passa une licence de psychologie qu'il décrocha avec distinction en 1964. Puis il passa une maîtrise en psychologie à l'université de Northeastern. C'est à ce moment-là que son attrait pour l'hypnose se développa. Plus tard, il décrocha un doctorat à l'université de Boston.
Il se joignit, en 1967, à un groupe d'étudiants en maîtrise qui travaillaient à la fondation Théodore X. Barber. Ceux-ci travaillaient sur l'hypnose.
Il resta à Medfield jusqu'en 1975. C'est là qu'il acquit une grande expérience clinique.
Il accepta par la suite un poste à la faculté de psychologie de l'Université de Carleton où il créa un laboratoire de recherche. Celui-ci eut un grand succès. Spanos travailla avec jusqu'à 45 étudiants, dirigea la thèse de 17 autres en doctorat et de 60 en maîtrise.
Nicholas P. Spanos, apporta une grande contribution en ce qui concerne notre compréhension du phénomène d'hypnose ainsi qu'à un grand champ de sujets s'y rapportant. Entre 1979 et 1988, il fut l'auteur ou le co-auteur de 7% de la littérature mondiale se rapportant à l'hypnose. Il partait du principe que le comportement humain tend toujours vers un but et que même en hypnose le contexte est très important.
Durant l'année ayant précédé son décès, il va prendre un congé sabbatique à l'université et rédiger le livre "Multiples Identities and False Memories: A Sociocognitive Perspective". Il va, pour cela, s'inspirer du travail de nombreux auteurs l'ayant précédé. Il va y aborder des sujets très controversés en psychologie tels que le désordre de la personnalité, le phénomène de dissociation et la réification de souvenirs d'enfance concernant des abus physiques ou sexuels. Il n'aura malheureusement pas le temps de procéder aux dernières corrections de son ouvrage.
Durant sa carrière il rédigea environ 250 publications dont 3 livres et 214 articles de revues scientifiques.
Il meurt le 7 juin 1994 dans l'avion qu'il pilotait.

## Publications
- (en) avec Theodore Barber et John F. Chaves, Hypnosis, Imagination, and Human Potentialities, New-York, Pergamon, 1974
- (en) avec Theodore Barber, « Toward a convergence in hypnosis research », American Psychologist, 1974, 29, p. 500-511.
- (en) Spanos, N. P.; Cross, P. A.; Dickson, K.; Dubreuil, S. C. (1993). Close Encounters: An examination of UFO experiences. Journal of Abnormal Psychology, 102, 4, 624-632.
- (en) Spanos, N. P., "Multiples Identities and False Memories: A Sociocognitive Perspective", American psychological Association in the United States of America, 1996.